# 生死鎖
《生死鎖》是一部衛斯理系列中的科幻小說，由香港科幻小說家倪匡所寫，系列編號058B。故事以『轉世』為主題。描述陳長青上山學道，進而不知所終的故事。 

## 故事內容
在《極刑》故事中，陳長青曾夜探蠟像館(在這之後陳長青才推薦給衛斯理這個景點)，此後一直被蠟像館內的景象所震撼，為此陳長青曾遠走到那魯島避世，以求探知事情背後的秘密，卻在島上發生奇遇，遇上高人，有了意外的收穫。另一方面，在陳長青出走期間，衛斯理則遇上記錄在《電王》故事中的經歷，因為意外被文依來電擊最後死去的殺手，外號『要命的瘦子』留下了一柄鑰匙，衛斯理將鑰匙給予陳長青，讓他去尋找「瘦子」的秘密，因此看似兩件不關聯的事，在書中被湊到一起，發展成《生死鎖》一書。

### 神秘高人
陳長青夜探蠟像館(見《極刑》故事)回家，遇上登門造訪的攀山專家布平，他對陳長青說起在錫金首都剛渡碰到天池老人的神秘經歷，陳長青立即按老人所示起程前往那魯島找他，希望有助解開蠟像館之謎。在那魯島陳長青遇到有神遊異能、眾人稱天池老人的九歲孫女-五散喇嘛。

### 轉世之鑰
自那魯島回來後，陳長青從衛斯理處得到「要命的瘦子」留下的那柄磁性鎖匙及一個地址，陳長青以此輾轉在馬來西亞檳城取得「要命的瘦子」的記述，內容竟是有關生死轉世的奧秘，並叫人一有機會到那魯島一間石屋找那老人。陳長青認為「要命的瘦子」所遇到的老人與布平所遇的是同一人；衛斯理被陳長青說服一起到那魯島，他們在石屋中認識了天池老人的助手、非人協會的金維，據他所述天池老人專研人憑自己的意志轉世，他的靈魂能隨心所欲進出身體，打破了生死的界限；由於天池老人只收有前世記憶的弟子，所以陳長青決心留在石屋修練。

### 轉世實例
金維以他能通鷹語喚來幾頭巨大羊鷹，載他與衛斯理到西藏騰格里湖（天湖）附近的嘉都爾寺拜會天池老人，並遇見了登山專家布平，從他口中得知貝加喇嘛等等幾個轉世實例。並引薦衛斯理給貝加喇嘛前世的女友認識。

### 親見一次轉世過程
衛斯理有幸得見五散喇嘛放棄現在的小女孩身軀，憑自己的意志再來一次轉世，由於必須經過嬰兒的階段才能使前生的靈慧持續下去，他只能無奈地選擇男嬰轉世，再次經歷嬰兒痛苦的歷程。

### 尾聲-陳長青的前世
在修練過程中，陳長青發現自己的前世是一個名女人，衛斯理問她是誰，他卻不肯說，只說姓陳，跟衛斯理有關(新版中刪除了這一句)。已經看破生死的陳長青，決定上山學道，尋找轉世之鑰，並將大屋子的鑰匙留給溫寶裕，自己消失了。

## 故事花絮
- 一直是衛斯理小說中經常出現的好朋友陳長青，在本書終結後，決定上山學道，去尋找轉世之鑰，在此後衛斯理小說中鮮有出現，大多只有在主角們口中提及他。
- 陳長青及後在《解脫》一書中，他的靈魂曾回來跟衛斯理他們訴說自己「死不如生」。因為他既不願意上天堂，也不願意下地獄(進入外星人狄可和陰星人一、二、三、四號的大書中被陰主統治)，只有在人間以遊魂狀態徘徊，悠悠不知所終。
- 香港版由『勤+緣出版社』代理。本故事與058《極刑》，058A《電王》，058C《黃金故事》，058D《遊戲》同為衛斯理系列中的科幻小說編號058，但故事之間並不一定有所連貫。故事一開始，已提及衛斯理系列編號058中兩個故事，包括058《極刑》，058A《電王》。